# Wolfsburg

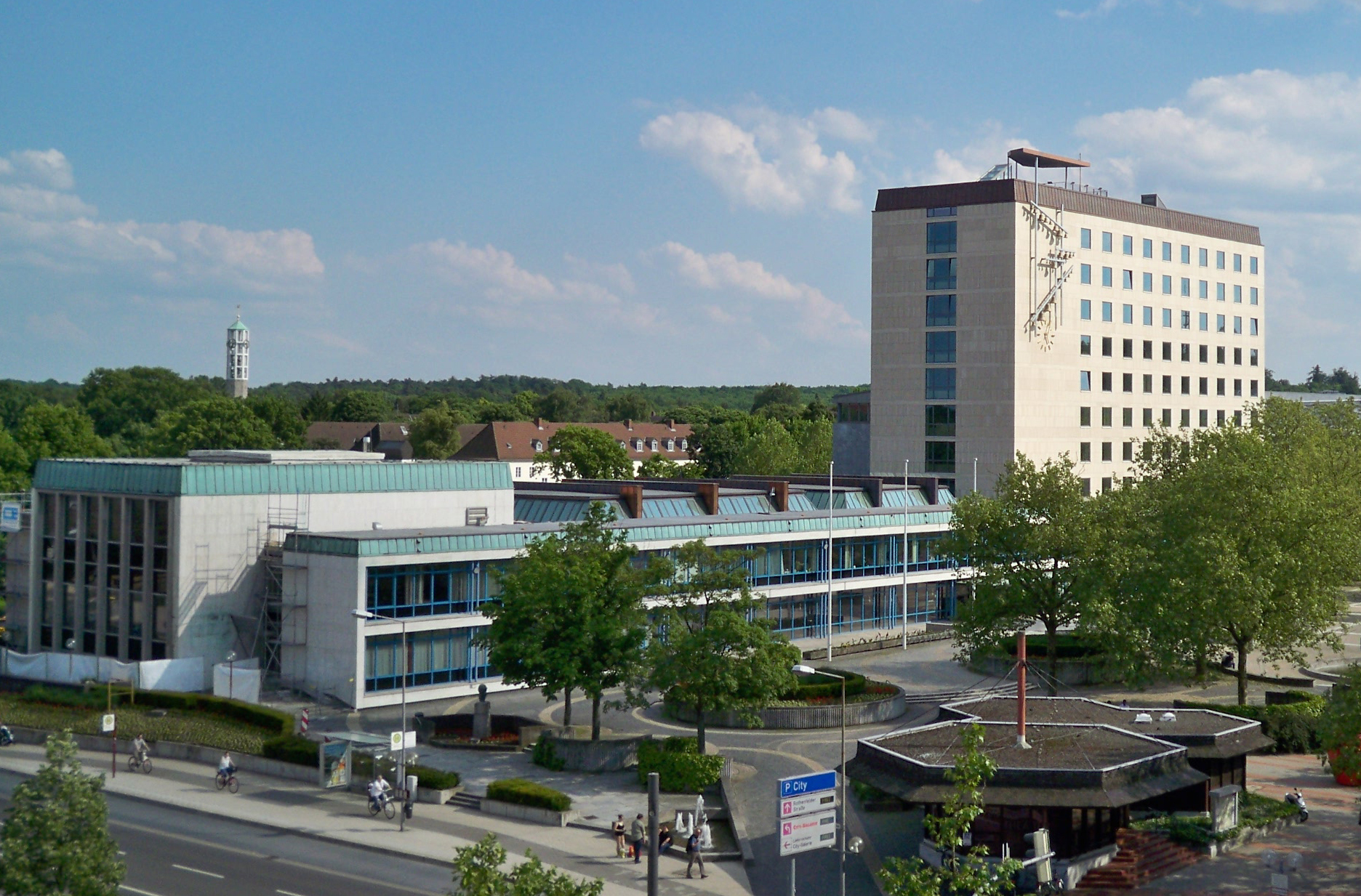
Rådhuset i Wolfsburg

Wolfsburg är en kreisfri stad i Niedersachsen i Tyskland, som grundades 1938 som "Stadt des KdF-Wagens bei Fallersleben" med anledning av uppförandet av den nya Volkswagenfabriken. Efter andra världskriget, år 1945, omdöptes staden till Wolfsburg efter det lokala renässansslottet.
Staden har cirka 127 000 invånare.

## Historik
Den 26 maj 1938 lade Adolf Hitler grundstenen till Volkswagenwerk, på norra sidan av Mittellandkanal, i vilket folkvagnen KdF-Wagen skulle byggas. För att ge bostäder för fabriksarbetarna skulle en ny stad skapas: "Stadt des KdF-Wagens bei Fallersleben". Planeringen påbörjades 1937 med att "Gesellschaft zur Vorbereitung des Deutschen Volkswagens" uppdrog åt arkitekten Peter Koller att planera en ny arbetarstad för upp emot 90 000 invånare, vilken också skulle tjäna som förebild för andra nya städer i Tyska riket. Koller blev chef för stadsbyggnadskontoret, som stod under direkt ledning av riksministern för byggande Albert Speer och senare av under ledaren för Deutsche Arbeitsfront Robert Ley. Hitler godkände Koller-planen 1938, i vilken fastslogs att Mittellandkanal skulle vara skiljelinje mellan arbets- och bostadsområdena. Planen genomfördes bara till en del på grund av andra världskriget. 
Under andra världskriget ställdes Volkswagenfabriken om till krigsproduktion, och tusentals tvångsarbetare fördes till Wolfsburg för att arbeta i den. Under april 1945 bombades fabriken. Volkswagenfabriken återuppbyggdes under den brittiska ockupationsarméns ledning och påföljande tillväxtboom gav staden Wolfsburg en kraftig befolkningsökning. År 1973 fick Wolfsburg status som storstad, efter det att invånarantalet hade överstigit 100 000. År 1958 invigdes stadens rådhus.

## Storstadsområde
Många pendlar in till Wolfsburg med närmaste omgivning, speciellt till arbetsplatser knutna till produktionen vid Volkswagen. Pendlingsområdet omfattar Wolfsburg samt 59 andra städer och kommuner.
| Områdestyp                  | Areal (km²) | Invånarantal 31 december 2006 | Densitet (inv/km²) |
| --------------------------- | ----------- | ----------------------------- | ------------------ |
| Kärnstad (Wolfsburg)        | 204,02      | 120 493                       | 590,59             |
| Närliggande pendlingsområde | 1 710,54    | 217 791                       | 127,32             |
| Totalt                      | 1 914,56    | 338 284                       | 176,69             |

De största förorterna är Gifhorn och Helmstedt.

## Sevärdheter
- Schloss Wolfsburg
- Phaeno – Die Experimentierlandschaft
- Volkswagenfabriken
- Autostad

## Idrott
Fotbollslaget VfL Wolfsburg spelar i Bundesliga och vann densamma 2009. Staden har även ett ishockeylag i högsta ligan, EHC Wolfsburg.

## Bildgalleri

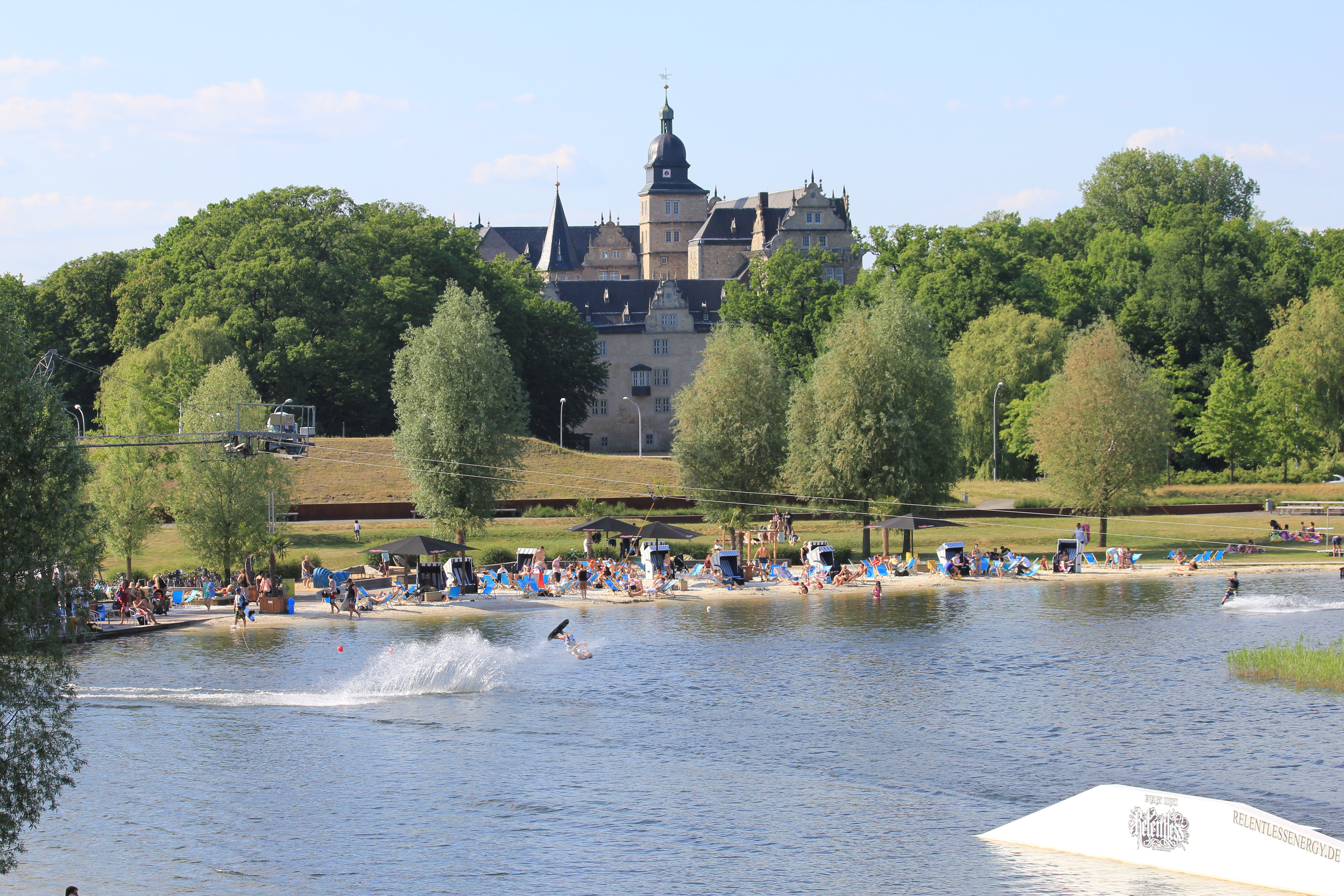
Allerpark, med Schloss Wolfsburg i bakgrunden
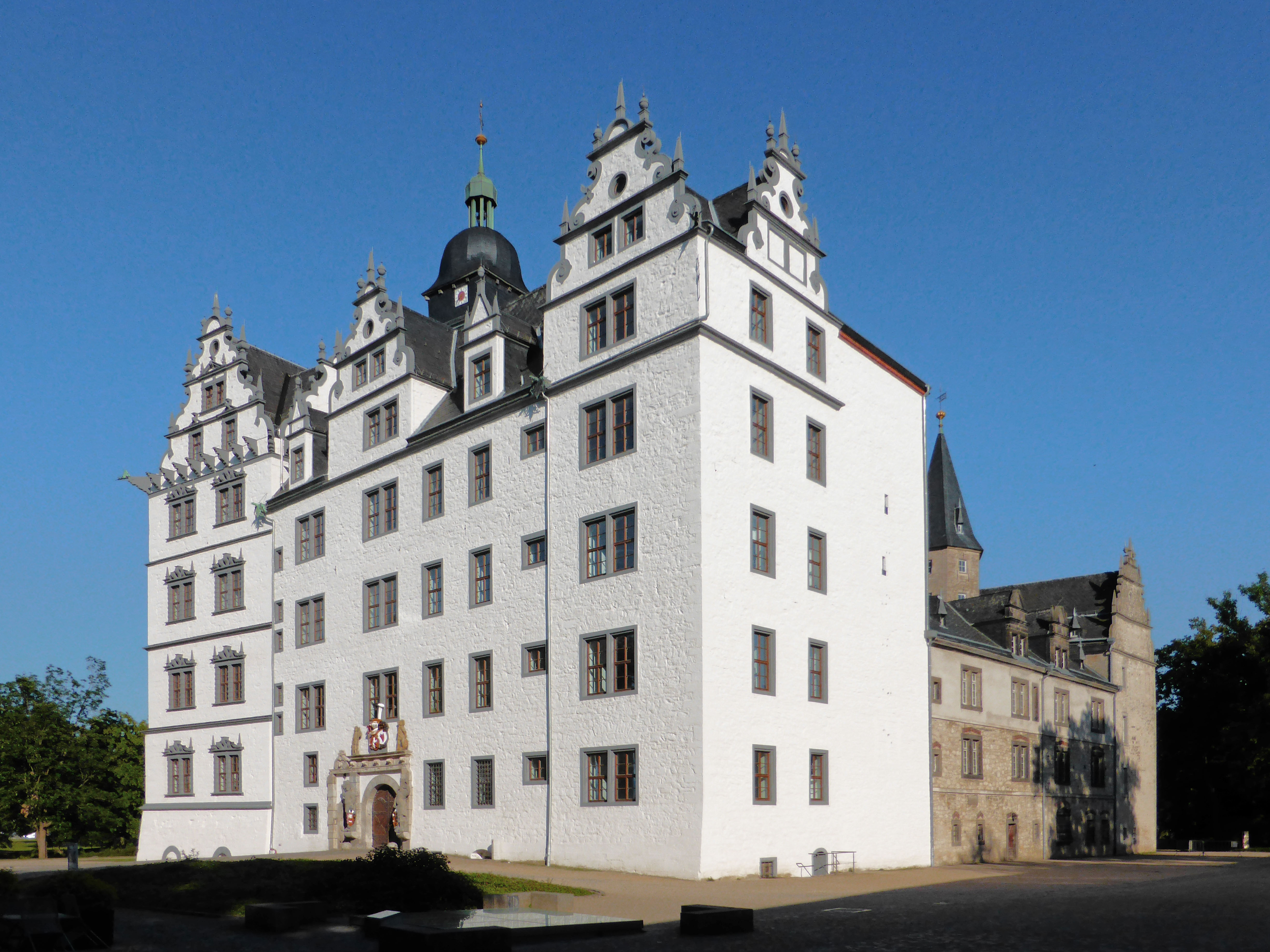
Schloss Wolfsburg
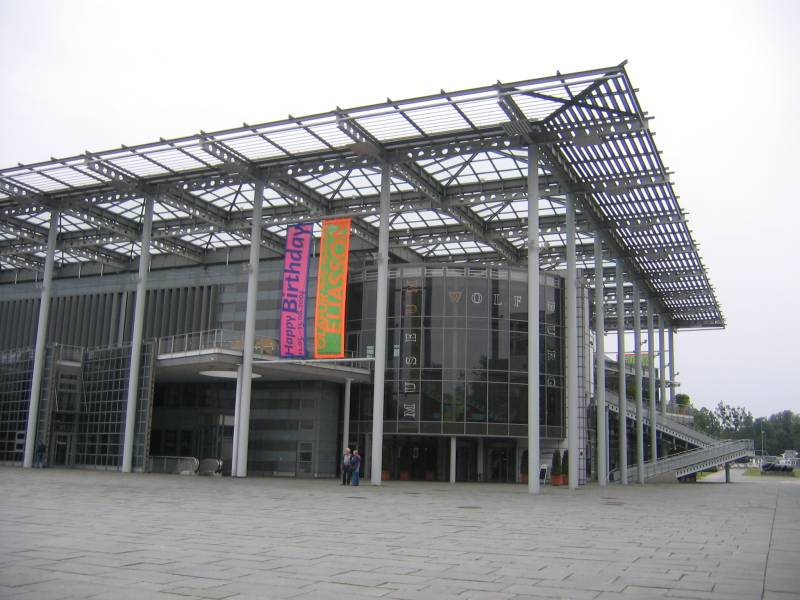
Wolfsburg Kunstmuseum
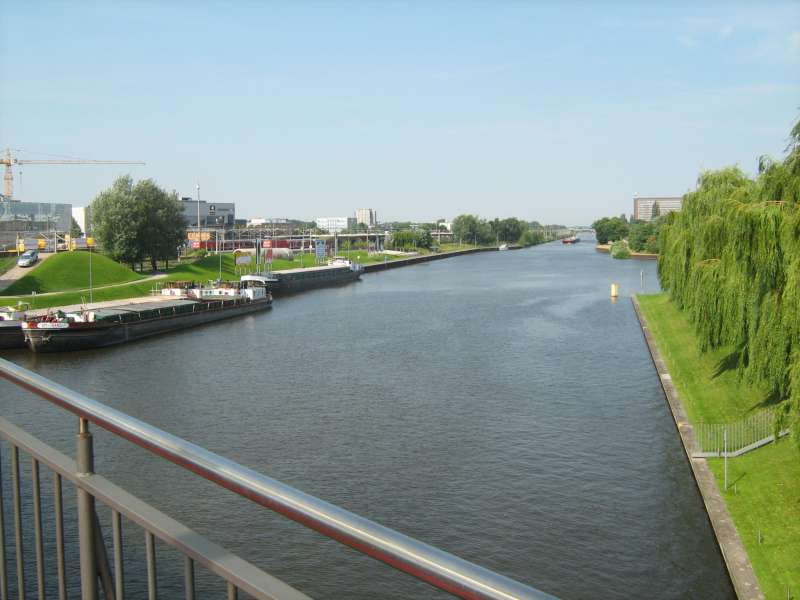
Mittellandkanal
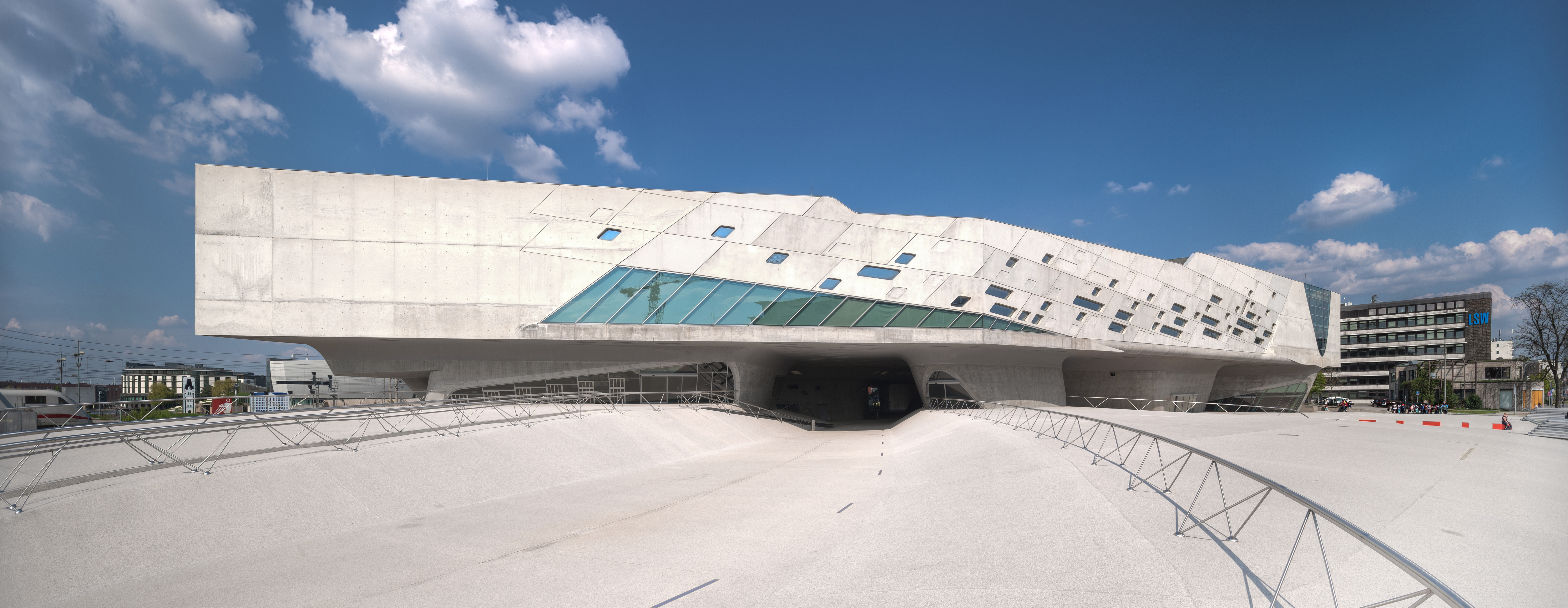
Phaeno – Die Experimentierlandschaft
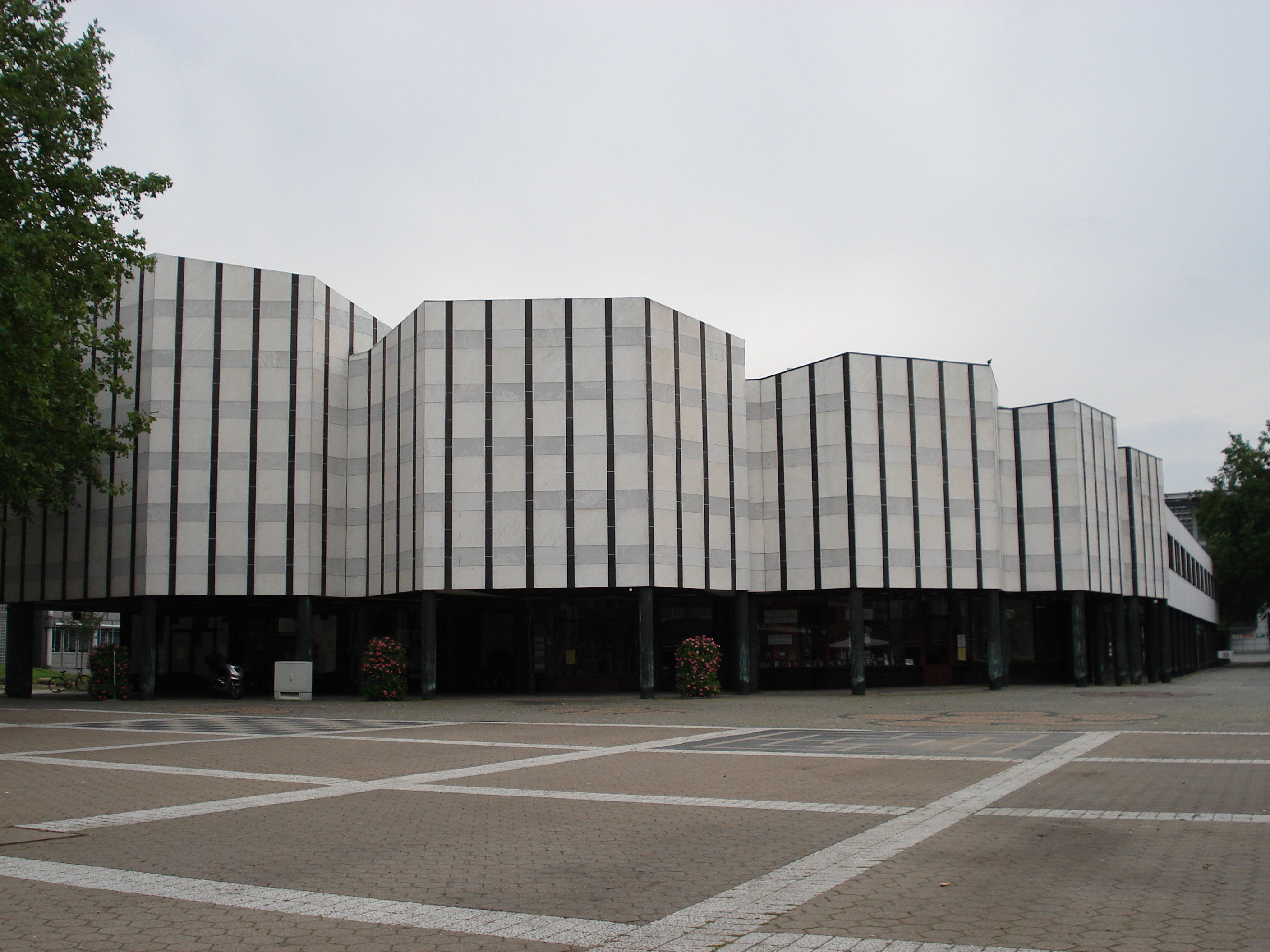
Alvar-Aalto-Kulturhaus